# Dimorphospora
Dimorphospora is een monotypisch geslacht van schimmels behorend tot de familie Gelatinodiscaceae. Het bevat alleen Dimorphospora foliicola.